# جويبينغ
جويبينغ (بالصينية: 桂平市) هي مدينة من مدن الصين. يبلغ عدد سكانها 1700000 نسمة حسب إحصائيات سنة 2005. يبلغ ارتفاع المدينة عن سطح البحر قرابة 50 متر. تبلغ مساحتها 4074 كم².

## وصلات خارجية
- الموقع الرسمي